# Oskar Bye
Oskar Wilhelm Bye (ur. 3 czerwca 1870 w Kristianii (ob. Oslo), zm. 30 kwietnia 1939 tamże) – norweski gimnastyk, medalista olimpijski.
Uczestnik Letnich Igrzysk Olimpijskich 1908 w Londynie. Startował wyłącznie w zawodach drużynowych, zdobywając srebrny medal. Bye zdobył także złoty medal w zawodach drużynowych na Olimpiadzie Letniej 1906.
Bye pracował jako malarz, był żonaty z Ingeborg Marie Bye (ur. 1870).